# Jules Louis Lewal
Jules Louis Lewal (Parigi, 13 dicembre 1823 – Senlis, 22 gennaio 1908) è stato un generale e scrittore francese, che fu Ministro della Guerra (3 gennaio-5 aprile 1885) nel governo presieduto da Jules Ferry. Autore di apprezzati volumi di tattica militare come Strategie de combat e della serie  Études de guerre è considerato il teorico della strategia militare francese, nota come de la revanche, elaborata dopo l'esito negativo della guerra franco-prussiana del 1870-1871. Membro del Conseil supérieur de la guerre è del Comitato alla Difesa.

## Biografia
Nacque a Parigi il 13 dicembre 1823, figlio di  François Charles Gabriel Joseph, un consigliere alla Corte dei conti, e della signora Louise Rose Époigny. Nel 1841 entrò presso l'École spéciale militaire de Saint-Cyr, Promotion de la Nécessité, come borsista, uscendone nel 1843 con il grado di sottotenente, assegnato all'arma di fanteria, per entrare subito presso la Scuola ufficiali di stato maggiore. Tenente nel 1846, fu promosso capitano nel 1848 e poi mandato a prestare servizio in Algeria. Nel 1854 fu dapprima deputato alla direzione degli affari indigeni nella provincia di Algeri, dirigendo l'ufficio di Blida. Le 26 giugno, durante la spedizione nella grande Cabilia, fu ferito da una pallottola a una gamba mentre cercava di rimuove il corpo di un sottufficiale morto, e per questo fu decorato con la Croce di Cavaliere della Legion d'onore. Fu poi comandante superiore della circoscrizione di Dellys nel 1856, e poi di quella di Soukharas, sulla frontiera con la Tunisia. Qui realizzò un piccolo paese e partecipò alle colonne dell'Est (citato per la sua condotta nei combattimenti del 16 e 17 ottobre 1956, e poi di nuovo nel 1858 per il suo comportamento durante gli incendi).
Maggiore nel 1859, in quell'anno prese parte alla campagna d'Italia come aiutante di campo del maresciallo di Francia François Certain de Canrobert, e poi, dopo la fine delle ostilità, prestò servizio presso lo stato maggiore dell'Armèe de occupation e fu membro segretario della commissione che doveva delimitare i nuovi confini tra la Francia e il Regno di Sardegna.
Dal 1862 prende parte spedizione in Messico dove fu promosso tenente colonnello nel 1863. Si distingue durante l'assedio di Puebla e poi, come capo di stato maggiore della 1ª Divisione (generale Armand Alexandre de Castagny) del Corpo di spedizione, nella spedizione su Monterey, nel deserto di Salado, nella marcia su Durango e nella spedizione su Sonora. Di ritorno in Francia fu capo di stato maggiore della 4e Division d'Infanterie di stanza a Châlons e poi, nel 1867, capo di stato maggiore del corpo di spedizione inviato a Roma in appoggio militare allo Stato Pontificio.
Nel febbraio 1868 il Maresciallo Adolphe Niel, Ministro della guerra, lo volle al ministero come capo del Deuxième Bureau.
Colonnello nel 1868, partecipò poi alla guerra franco-prussiana (1870-1871) in servizio presso lo stato maggiore dell'Armée du Rhin del generale François Achille Bazaine, venendo poi preso prigioniero di guerra ed internato a Metz. Tra il 1871 e il 1873 fu impegnato attivamente nella riorganizzazione dell'esercito, dando alle stampe importanti libri di tattica militare, e nel 1873, nominato CEMA del 15e Corps d'Armée, si occupò dell'organizzazione della grandi manovre del 1875.
Generale di brigata nel 1874, presiedette alla creazione, poi dirigendola dal 1877 al 1880, della École militaire supérieure. Promosso generale di divisione nel 1880, comandò la 24e Division d'Infanterie (24e DI) a partire dal mese di luglio. Dal 1881 al 1883 fu comandante della 33e Division d'Infanterie (33e DI), e dal 13 marzo 1883 al 1885 del 17e Corps d'Armée, distinguendosi durante la grandi manovre del 1884 ed entrando come membro del Conseil supérieur de la guerre e del Comitato alla Difesa il 4 marzo 1884. Divenuto Ministro della Guerra nel  governo presieduto da Jules Ferry, ricoprì tale incarico dal 3 gennaio al 5 aprile 1885. Dal giugno di quell'anno passò al comando del 10e Corps d'Armée, e dal 1887 del 2e Corps d'Armée. Lasciò il servizio attivo il 23 giugno 1888.
Decorato  con la Gran Croce della Legion d'onore e ammesso a far parte dell'Accademia reale militare di Svezia, si spense a Senlis (Oise) il 22 gennaio 1908. Dopo le esequie preso la Cattedrale di Senlis il suo corpo fu successivamente tumulato presso il Cimitero centrale di Tolone.

## Pubblicazioni
- Annibal et Magenta, 1861
- Conference sur la marche d'un corps d'armee, Librairie militaire de J. Dumaine, Paris, 1870.
- La Réforme de l'Armée, Librairie militaire de J. Dumaine, Paris, 1871.
- Études de guerre: Partie organique, Librairie militaire de J. Dumaine, Paris, 1873.
- Études de guerre: Tactique de mobilisation - tactique de combat, Librairie militaire de J. Dumaine, Paris, 1875.
- Études de guerre: Tactique de stationnement, Librairie militaire de J. Dumaine, Paris, 1879.
- Études de guerre: Tactique des renseignements,  Librairie militaire de L. Baudoin, Paris, 1881, 2 volumi.
- Étymologie et transformations des noms de repas, comunicazione fatta alla Société archéologique de Tarn-et-Garonne dans la séance del 7 maggio 1884, Forestié, 1884.
- L'agonistique: jeux actifs, exercices amusants, Libraire militaire de L. Baudoin, Paris, 1890.
- Le maréchal de Moltke, organisateur et stratège, Librairie militaire de L. Baudouin, Paris, 1891.
- Général Lewal. L'escrime: et ses obligations nouvelles, E. Dentu, 1891.
- Introduction à la partie positive de la stratégie, Librairie militaire de L. Baudoin, Paris, 1892.
- Stratégie de Marche, Librairie militaire de L. Baudoin, Paris, 1893.
- Les troupes coloniales, Librairie militaire de L. Baudoin, Paris, 1894.
- Le régiment de réserve et la loi des cadres, Librairie militaire de L. Baudoin, Paris, 1894.
- Contre le Service de deux Ans, Librairie militaire de L. Baudoin, Paris, 1895.
- La chimère du désarmement, Librairie militaire de L. Baudouin, Paris, 1897.
- Stratégie de combat, Librairie militaire de L. Baudoin, Paris, 1896, 2 volumi.
- Le Danger des Milices, Librairie militaire de L. Baudoin, Paris, 1898
- Le combat complet, Librairie militaire de L. Baudouin, Paris, 1898.
- La veillée d'Iéna: étude de stratégie de combat, Libraire Militaire R. Chapelot et ce, Paris, 1899.
- Le plan de combat: étude de stratégie, Libraire Militaire R. Chapelot, Paris, 1901.
- Le rôle de Langres dans les invasions passées et futures, Chapelot, Paris, 1902.
- Lettres à l'armée 1872-1873, con Allain Bernède e Jérôme Pesqué, B. Giovanangeli, Paris, 1998.

### Annotazioni
1. ↑  Il corpo di spedizione francese, al comando del generale Pierre Louis Charles de Failly, approdò a Civitavecchia il 29 ottobre.

### Fonti
1. 1 2 3 4 5 6 7 8 9 10 11 12 13 14 15  Military photos.
2. ↑  Jessup, Coakley 2004, p. 81.
3. 1 2 3 4  Landrucimetieres.
4. 1 2 3 4 5 6 7  Bauer 2021, p. 50.